# Tanja Neise

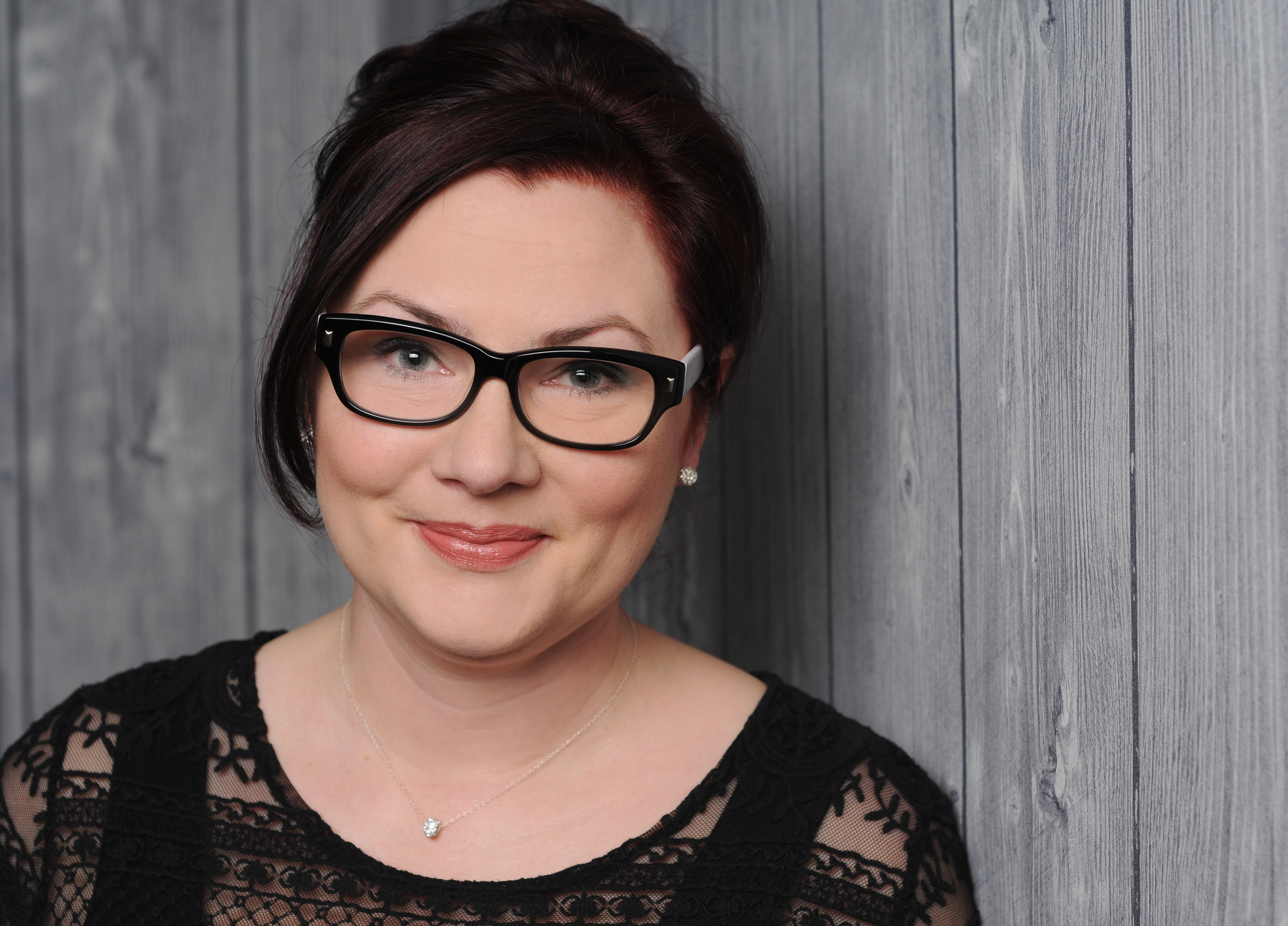
Tanja Neise

Tanja Neise (* 23. November 1973 in Saarburg) ist eine deutsche Schriftstellerin von Belletristik. Sie publiziert auch unter dem Pseudonym Emma Bishop.

## Leben
Neise wurde in Saarburg in Rheinland-Pfalz geboren und verbrachte den Großteil ihrer Kindheit im Saarland. Sie lebte kurze Zeit im Schwarzwald und zog später nach Berlin. Sie absolvierte eine Ausbildung zur Finanzwirtin. Heute lebt und arbeitet Neise in Dallgow-Döberitz in Brandenburg. Sie ist verheiratet und Mutter von drei leiblichen Kindern und zwei Stiefkindern.
Neise leidet an einer chronischen Autoimmunerkrankung (Sarkoidose), wodurch viele Freizeitaktivitäten nicht mehr möglich sind. Laut eigenen Angaben überredete ihr Ehemann sie deshalb, mit dem Schreiben anzufangen. So entstand ihr Debütroman Die Erbin – Der Orden der weißen Orchidee 1, den sie im September 2014 zuerst selbst veröffentlichte und der später von 47North, einem Imprint von Amazon Publishing, noch einmal verlegt wurde. Das Buch wurde 2016 auf Vorschlag eines anonymen Mitglieds der Online-Community von brigitte.de in eine Liste der „19 Bücher, die man gelesen haben muss“ aufgenommen.
Ab August 2017 veröffentlichte das E-Book-Portal readfy die Roman-Serie 3Hearts2gether der Autorengemeinschaft Tanja Neise, Pea Jung und Sina Müller. Mittlerweile ist die gemeinsame Reihe beim Hippomonte Verlag als dreiteilige Taschenbuchreihe erschienen. Auf der Frankfurter Buchmesse 2018 war Neise mit anderen Autorinnen einen Tag am Stand von Amazon zu Gast. Zudem engagiert sich die Autorin bei DELIA der Vereinigung deutschsprachiger Liebesromanautorinnen und -autoren.

## Werke

### Als Tanja Neise
- Die Erbin – Der Orden der weißen Orchidee 1, 2015, 47North, ISBN 978-1-5039-4853-2.
- Der Ursprung – Der Orden der weißen Orchidee 2, 47North, 2015, ISBN 978-1-5039-5214-0.
- Küsse im Blitzlichtgewitter, Montlake Romance, 2016, ISBN 978-1-5039-3783-3.
- Lost And Found In New York,  Books on Demand, Norderstedt, 2016, ISBN 978-3-7412-7204-2.
- Kiss And Cook In Schottland, Books on Demand, Norderstedt, 2017, ISBN 978-3-7431-7988-2
- mit Karina Reiß: Wenn die Nacht am dunkelsten ist, 3 Kurzthriller, CreateSpace Independent Publishing Platform, 2017, ISBN 978-1-5431-6616-3
- Der letzte Vampir - After the vampirewars 1, Books on Demand, Norderstedt, 2017, ISBN 978-3-7460-1648-1
- Der dunkle Vampir - After the vampirewars 2, 2017, Books on Demand, Norderstedt, ISBN 978-3-7460-1610-8
- Herzklopffinale - Elfmeter ins Herz, 2018, ISBN 978-1-9809-5280-0
- Liebe, das sind wir, Eigenverlag, 2019, ISBN 978-1-7951-4067-6
- Das Zeitenmedaillon - Die Auserwählte, 47North, 2018, ISBN 978-2-91980-086-5
- Das Zeitenmedaillon - Die Seherin, 47North, 2019, ISBN 978-2-91980-824-3
- Das Zeitenmedaillon - Die Hüterin, 47North, 2019, ISBN 978-2-91980-080-3
- Drei Herzen - Ein Pakt, Hippomonte, 2020, ISBN 978-3-946210-43-6
- Drei Herzen - Ein Versprechen, Hippomonte, 2020, ISBN 978-3-946210-44-3
- Drei Herzen - Ein neues Leben, Hippomonte, 2020, ISBN 978-3-946210-45-0
- Morgaines Erbe - Ewiger Schlaf 1, 47North, 2020, ISBN 978-2-496-70470-9
- Morgaines Ruf - Ewiger Schlaf 2, 47North, 2021, ISBN 978-2-496-70473-0
- Love Rules - Geheimnisse, Nova MD, 2020, ISBN 978-3-96698-493-5
- Never Stop Loving You, kdP, 2021, ISBN 979-8497868692
- Die Prophezeiung der Iliana - Seelenmagiern 1, Montlake Romance, 2022, ISBN 978-2-496-71043-4
- Die dunkle Gabe der Iliana - Seelenmagierin 2, Montlake Romance, 2022, ISBN 978-2-496-71045-8
- Zeitensilber – Irland, Books on Demand, Norderstedt, 2023, ISBN 978-3-7578-0553-1
- Zeitensilber – Schottland, Books on Demand, Norderstedt, 2023, ISBN 978-3-7583-0654-9
- Santa in my heart, Tolino Media, 2023, ISBN 978-3-7579-6040-7

### Als Emma Bishop
- Eine schottische Bäckerei zum Glück, Fischer Taschenbuch Verlag, 2024, ISBN 978-3-596-70929-8
- Ein schottischer Buchladen zum Verlieben, Fischer Taschenbuch Verlag, 2024, ISBN 978-3-596-70928-1

### E-Books
- 3Hearts2gether, 2017, 8-teilige E-Book-Serie bei readfy